# 今川 (福岡市)
今川（いまがわ）は、福岡県福岡市中央区の町名。現行の行政地名は、今川一丁目及び今川二丁目である。面積は28.36ヘクタール。2022年9月末現在の人口は4,980人。郵便番号は810-0054。

## 地理
福岡市の都心部とされる中央区天神の西約3キロメートル、中央区の北西部に位置する。北で明治通りを挟んで地行、東で黒門及び大濠、南で鳥飼、西で樋井川を介して早良区西新と隣接する。町域内は主に住宅地として土地利用がなされている。北側の明治通りの沿線などには医院、商業施設なども立地する。また、旧唐津街道が町内を通っており、寺院や神社などの歴史的な文化財も多い。

### 河川
今川には次の河川が流れているが横断している。
- 樋井川（今川の西端、二級河川）
- 菰川（今川の東端、現在は暗渠で道路脇に「簗橋」の石碑などが残されている[注釈 1]。）

主な河川の写真
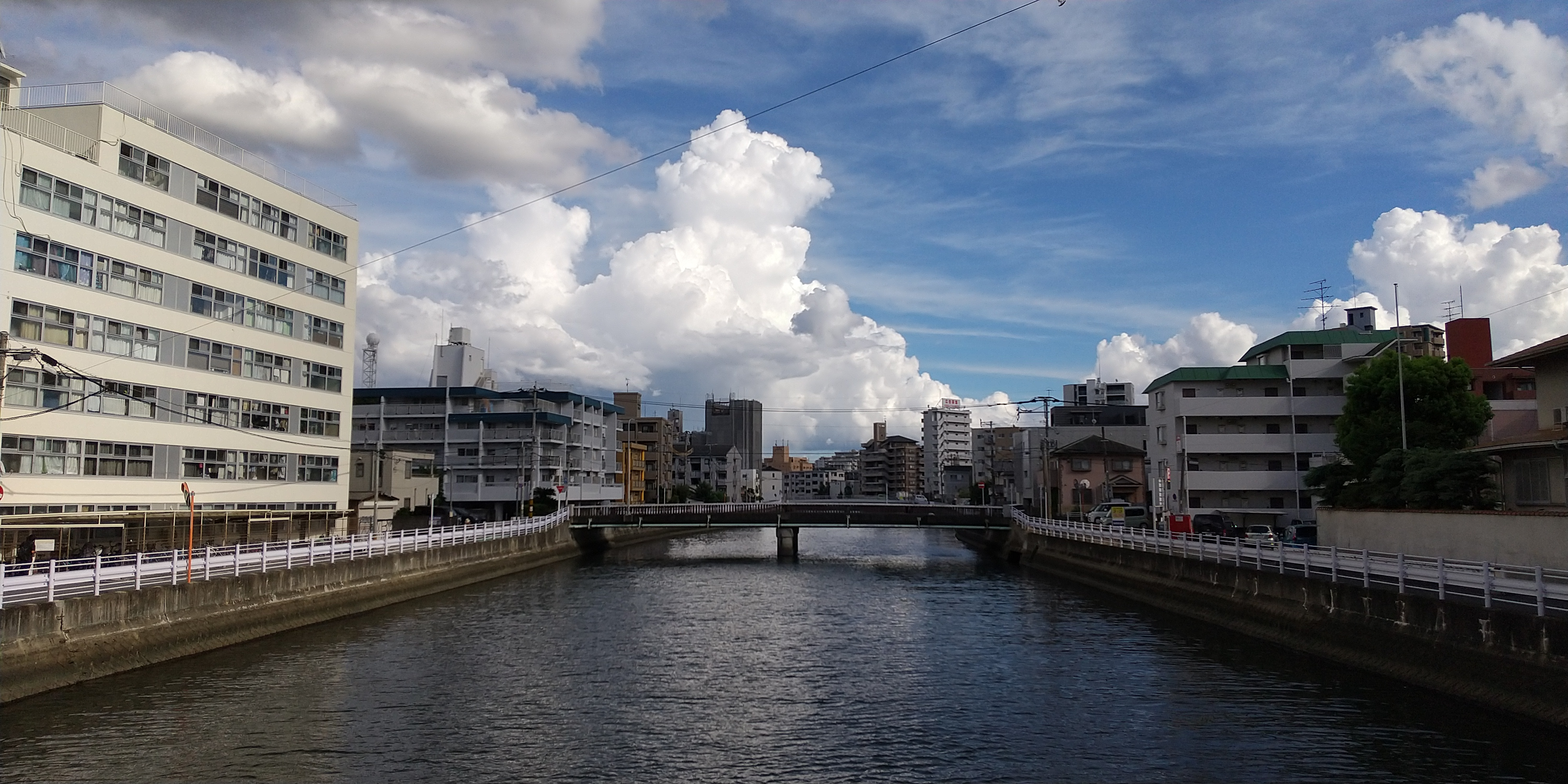
樋井川、今川橋より上流側（左：中央区今川及び鳥飼、右：早良区西新及び城西）
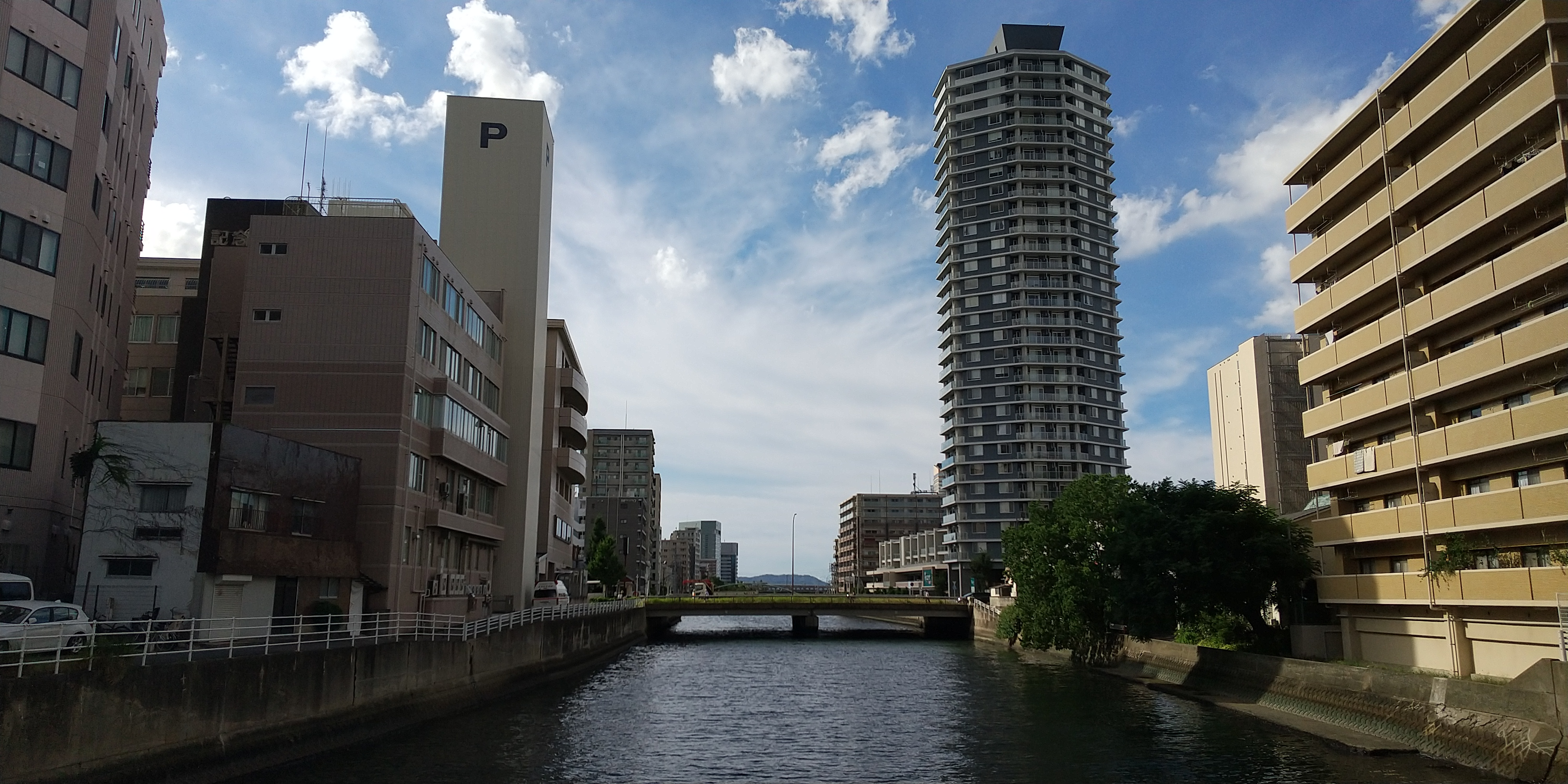
樋井川、今川橋より下流側（左：早良区西新、右：中央区今川及び地行）
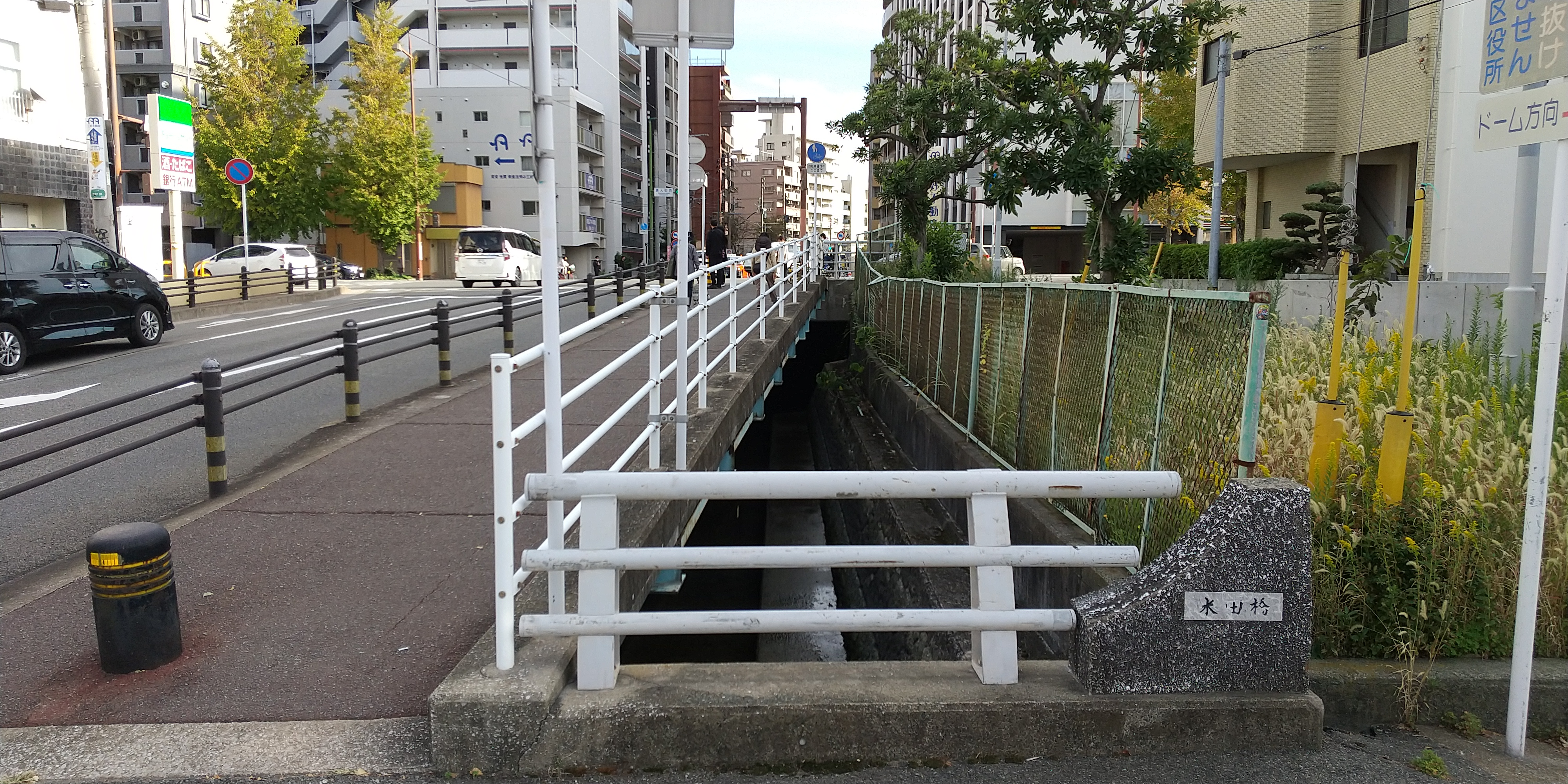
菰川（暗渠）、地行1327号線の南側（左：唐人町、黒門、右：地行、今川）

### 都市計画
都市計画に関しては、「福岡市都市計画マスタープラン」において定められた方針については次のとおりである。交通ネットワークとして都市の骨格となる明治通りの沿道や幹線道路である地行鳥飼七隈線の沿道は、商業、業務、サービス施設や中高層住宅などが連続した「都市軸」や「沿道軸」に位置付けられている。樋井川の河川沿いは、散策・憩いの場となるとともに、緑と広がりのある景観が連続したゆとりと潤いのある水辺空間として「河川緑地軸」に位置付けられている。土地利用については、今川地区は、戸建住宅などの低層住宅が大部分を占めるが、一部中層住宅などが立地する「低中層住宅ゾーン」に位置付けられ、良好な住環境の保全・形成、低層住宅と中層住宅の調和などがまちづくりの視点とされている。また、課題としては、幅員4メートル未満の狭隘道路が多い地区があり、築30年以上の木造建築物も多いため、災害時の安全性などの面で課題となっている。用途地域は、明治通りの道路境界線から概ね30メートルの範囲、明治通り、県道東油山唐人線、今川1248号線及び今川1249号線で囲まれた範囲、今川1249号線（東側約48メートルの区間のみ）の南側道路境界線から概ね30メートルの範囲、明治通り、今川1289号線、今川1291号線及び樋井川で囲まれた範囲、今川1291号線（樋井川沿いを除く）の南側道路境界線から概ね30メートルの範囲は商業地域に、これら以外は第一種住居地域に指定されている。また鳥飼八幡宮の境内は、都市計画法第8条第1項第12号の規定に基づき、緑地等の保全を図るために特別緑地保全地区に指定されており、都市緑地法第12条から第19条までの規定に基づき、建築物の新築等の行為が制限される。

## 語源
地名の「今川」については、黒田長政が福岡城築城の時、新しい掘割をつくって、樋井川の流れを海へ導いたことから「今の川」、「今川」と呼ぶようになったとされる。

## 歴史

### 町域の変遷
現在の地名は、1963年（昭和38年）における住居表示の実施に伴う地名変更によって定められたものであり、その実施前後の地名は次表のとおりである。
| 住居表示実施後           | 実施年月日         | 住居表示実施前                                                           |
| ------------------------ | ------------------ | ------------------------------------------------------------------------ |
| 今川一丁目及び今川二丁目 | 1963年（昭和38年） | 福岡市西町と地行西町・地行東町・鳥飼町一丁目から六丁目まで・鳥飼の各一部 |

## 人口
今川一丁目と二丁目を合わせた人口の推移を福岡市の住民基本台帳（公称町別）に基づき示す（単位：人）。集計時点は各年9月末現在である。
- 2001年（平成13年）：4,283
- 2002年（平成14年）：4,436
- 2003年（平成15年）：4,329
- 2004年（平成16年）：4,372
- 2005年（平成17年）：4,313
- 2006年（平成18年）：4,275
- 2007年（平成19年）：4,223
- 2008年（平成20年）：4,342
- 2009年（平成21年）：4,404
- 2010年（平成22年）：4,370
- 2011年（平成23年）：4,489
- 2012年（平成24年）：4,580
- 2013年（平成25年）：4,601
- 2014年（平成26年）：4,623
- 2015年（平成27年）：4,635
- 2016年（平成28年）：4,656
- 2017年（平成29年）：4,655
- 2018年（平成30年）：4,731
- 2019年（令和元年）：4,844
- 2020年（令和2年）：4,820
- 2021年（令和3年）：4,855
- 2022年（令和4年）：4,980

## 交通

### 道路
主な幹線道路は次の通り。

#### 県道
- 県道東油山唐人線

#### 市道
- 明治通り
- 大濠東油山線（県道東油山唐人線と一部区間で重複）
- 鳥飼藤崎線
- 地行鳥飼七隈線
- 旧唐津街道（今川1248号線、今川1288号線、今川1291号線の一部及び西新78号線の一部）

主な幹線道路の写真
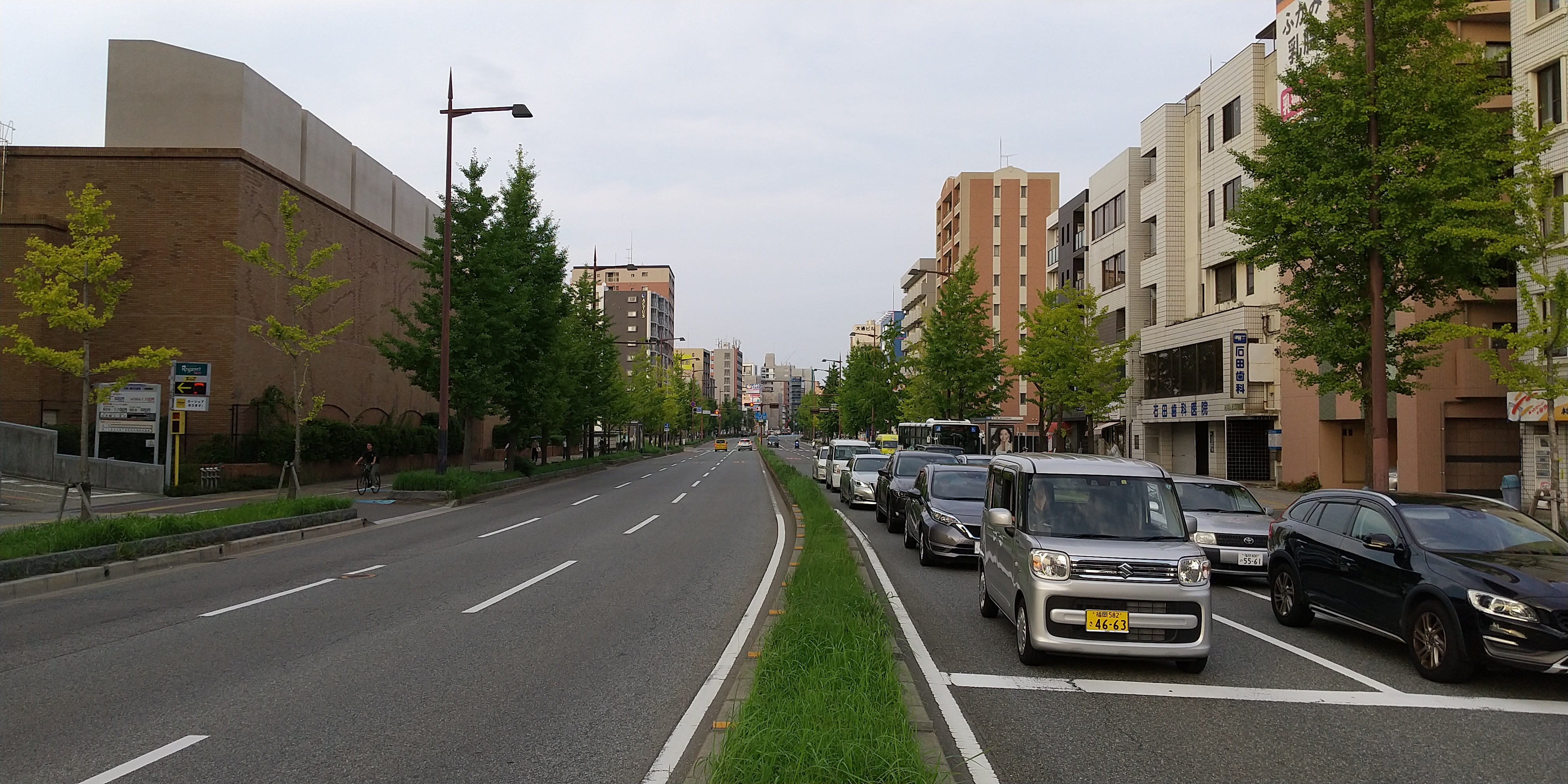
明治通り（新今川橋東交差点の東側、今川二丁目付近）
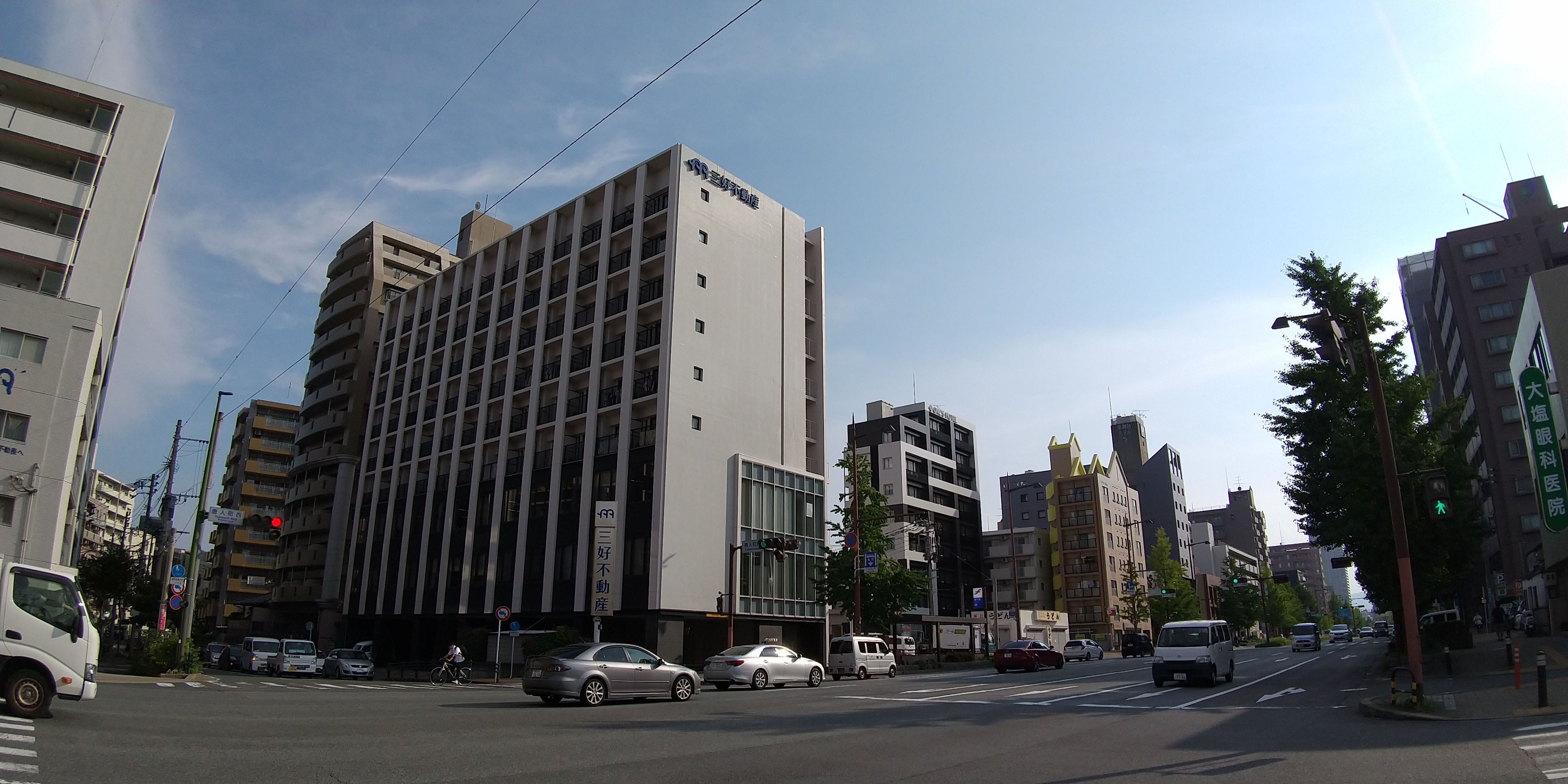
明治通り（唐人町西交差点の西側、今川一丁目付近）
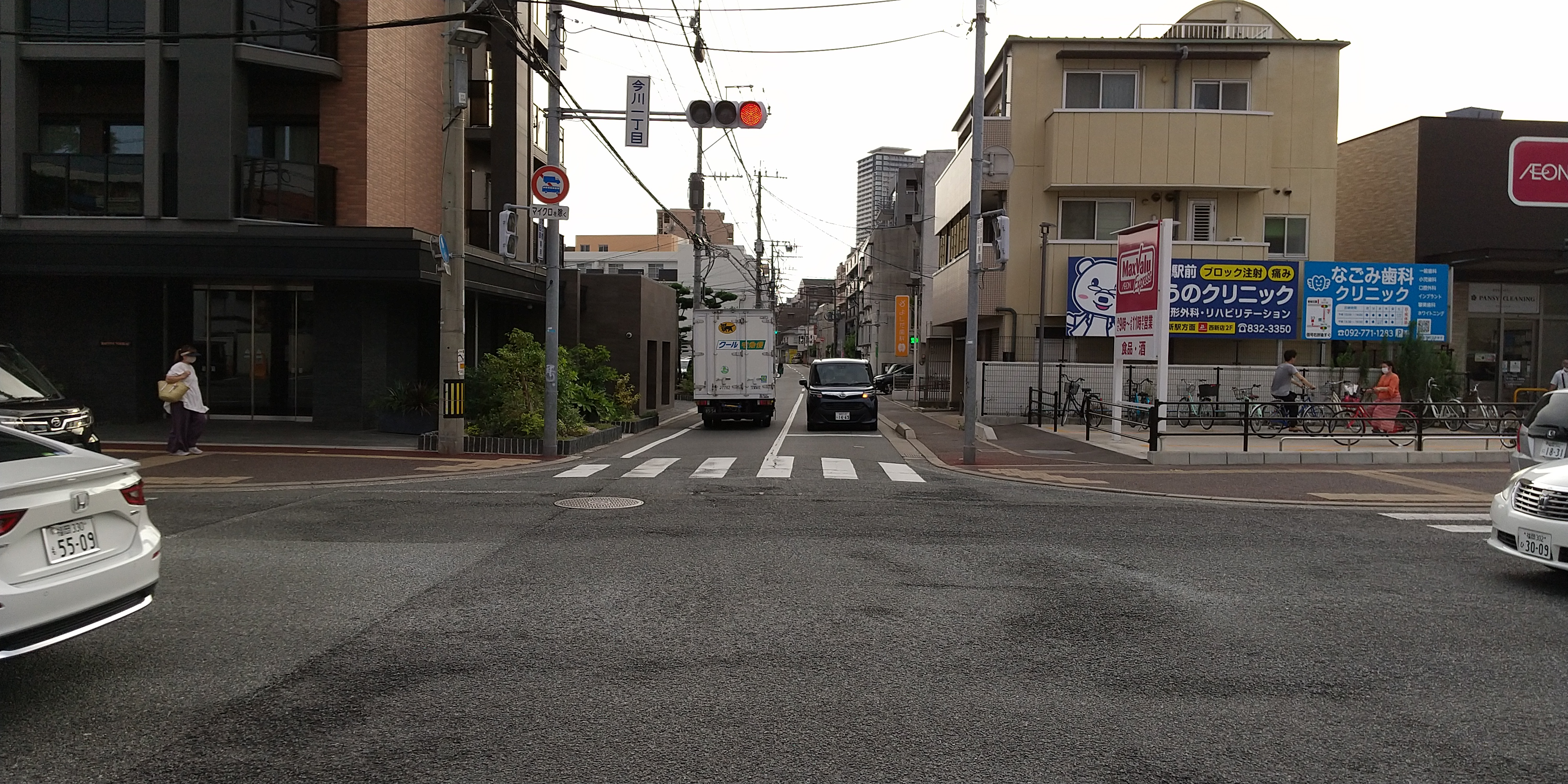
鳥飼藤崎線（今川一丁目交差点の西側、左：鳥飼、右：今川）
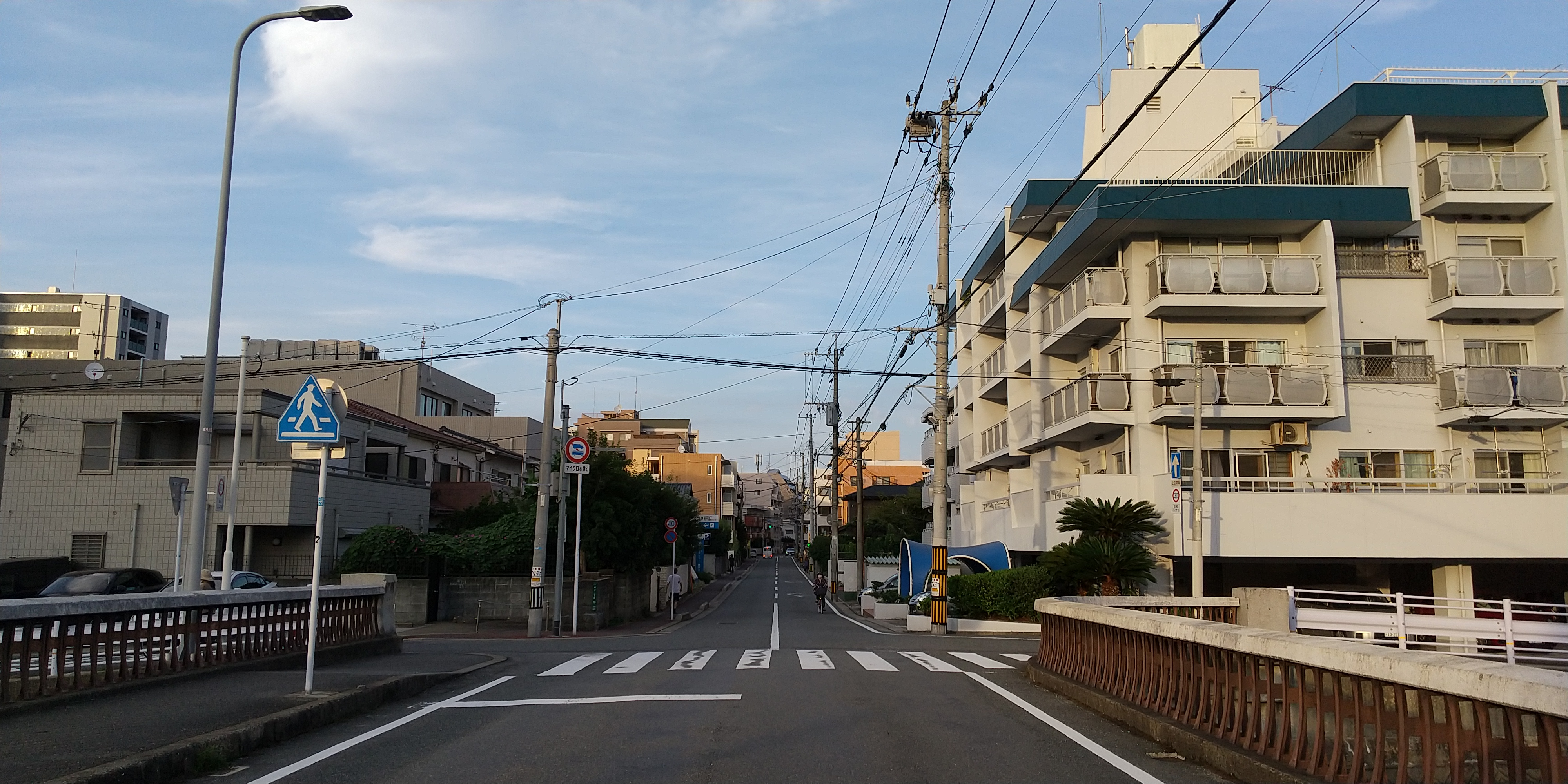
鳥飼藤崎線（上今川橋の東側、左：今川、右：鳥飼）
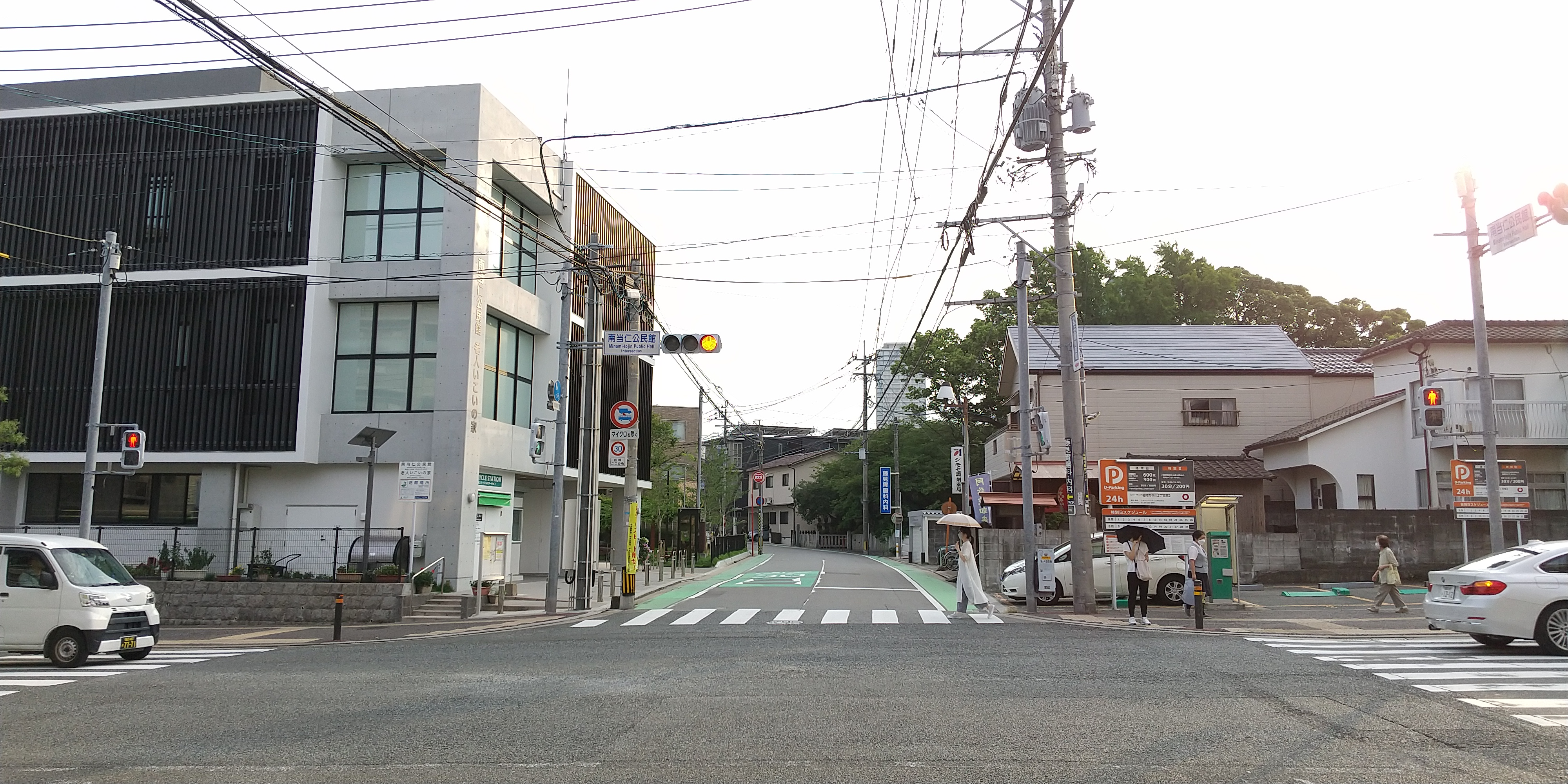
旧唐津街道（今川1288号線、今川一丁目西交差点の西側）

### 鉄道
鉄道については、福岡市交通局が運営する地下鉄の福岡市地下鉄空港線が地区の北側に通っており、黒門、唐人町、地行及び今川に跨る位置に次の駅がある。
- 唐人町駅

### バス
バスについては、西日本鉄道株式会社が運営する西鉄バスが運行しており、次の停留所がある。
- 明治通り沿い：地行、今川橋
- 地行鳥飼七隈線沿い：今川西町公園前

## 施設

### 公共・公益施設
- 南当仁公民館[注釈 3]
- 福岡今川郵便局[注釈 4]
- 西町公園[注釈 5]

主な公共・公益施設の写真
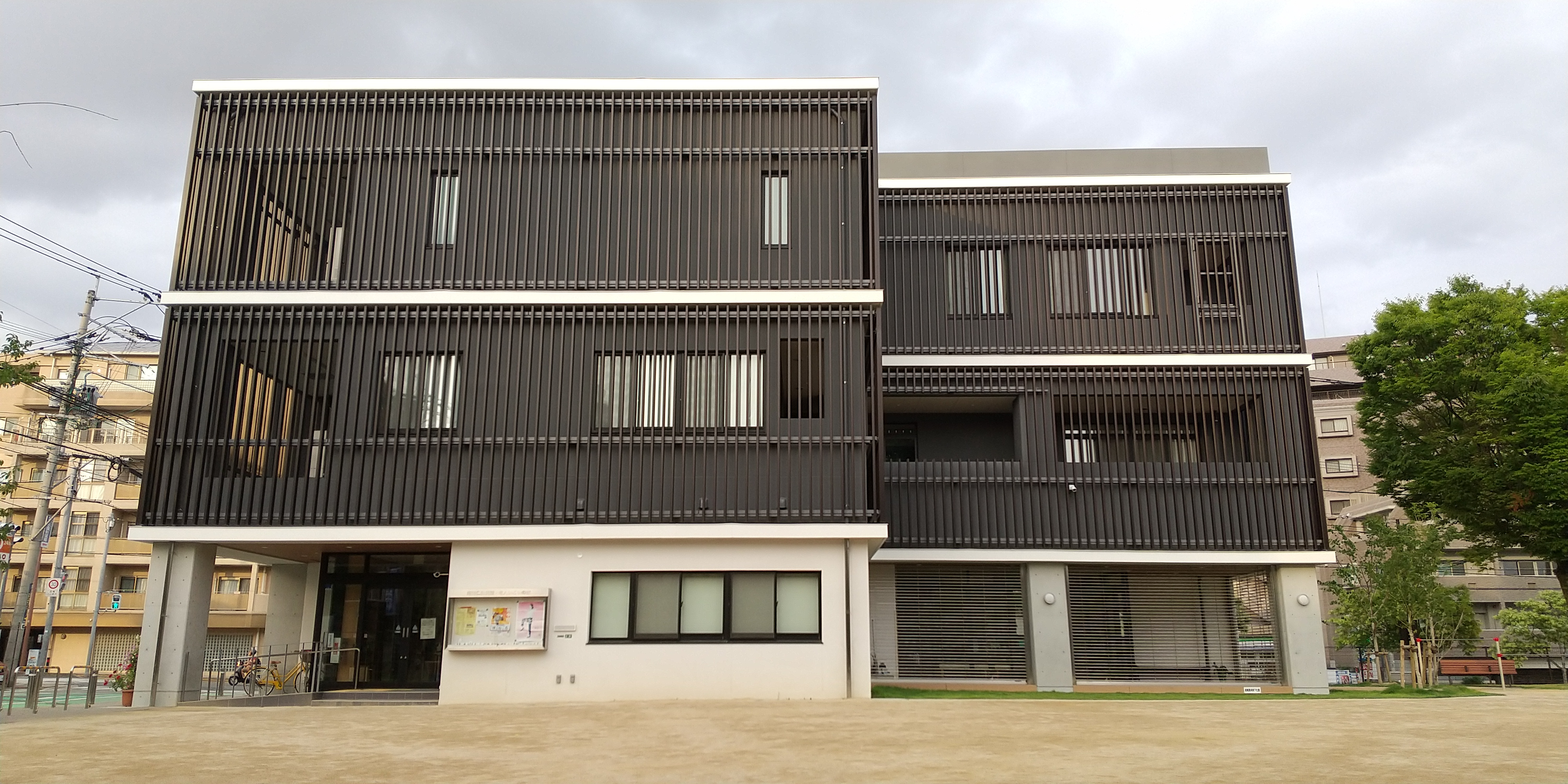
南当仁公民館
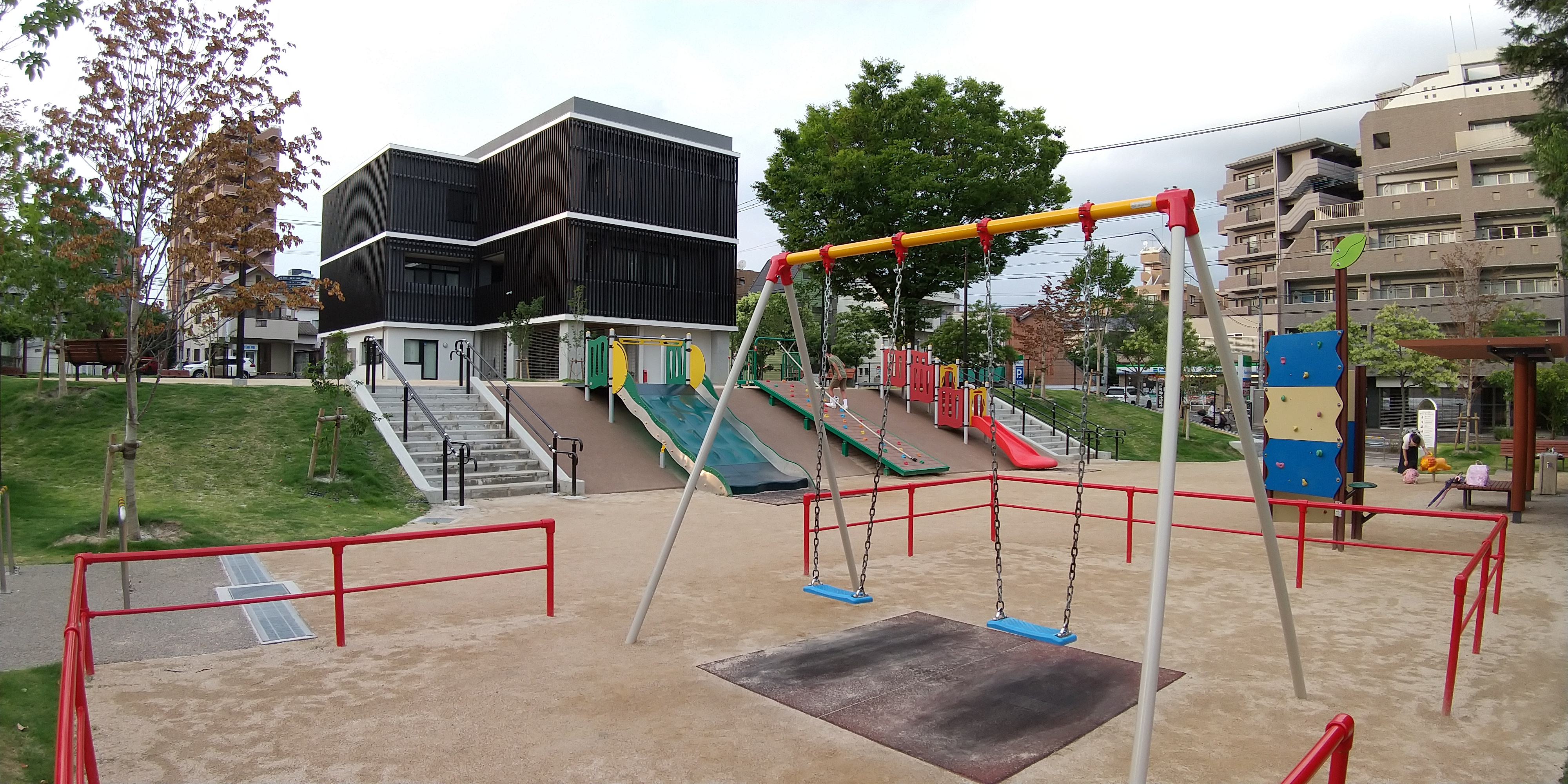
西町公園（奥は南当仁公民館）
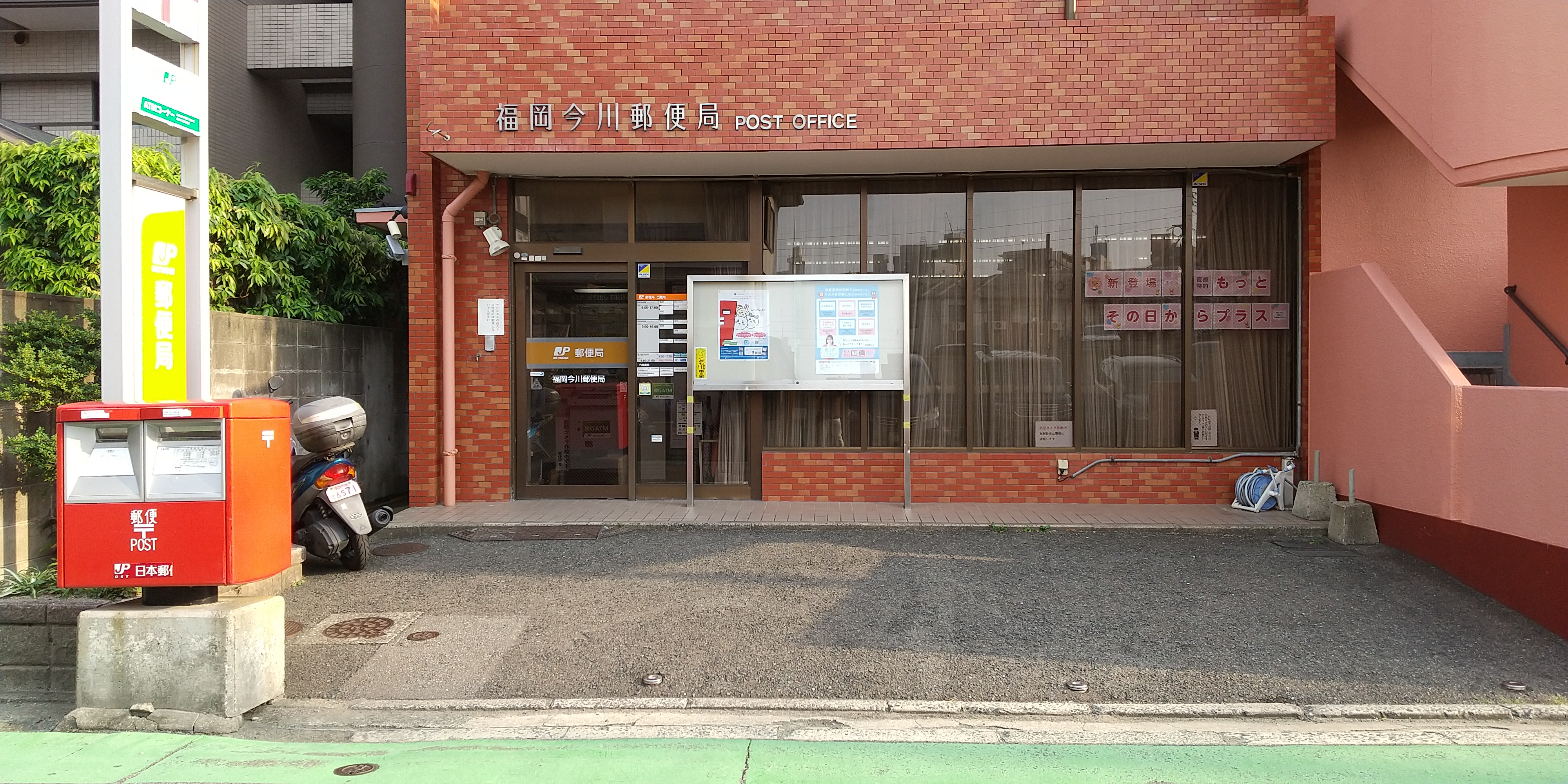
福岡今川郵便局

### 学校
町内に学校は存在しないが、校区については、小学校区、中学校区についてそれぞれ次の学校の校区に属する。
- 小学校：福岡市立南当仁小学校（鳥飼二丁目4番61号）
- 中学校：福岡市立当仁中学校（福浜二丁目7番1号）

### 商業施設
町内北側の明治通りの沿線（商業地域）や旧唐津街道の沿線には商業施設等が立地する。

### その他の施設
- ゆかり保育園[注釈 6]

その他の施設の写真
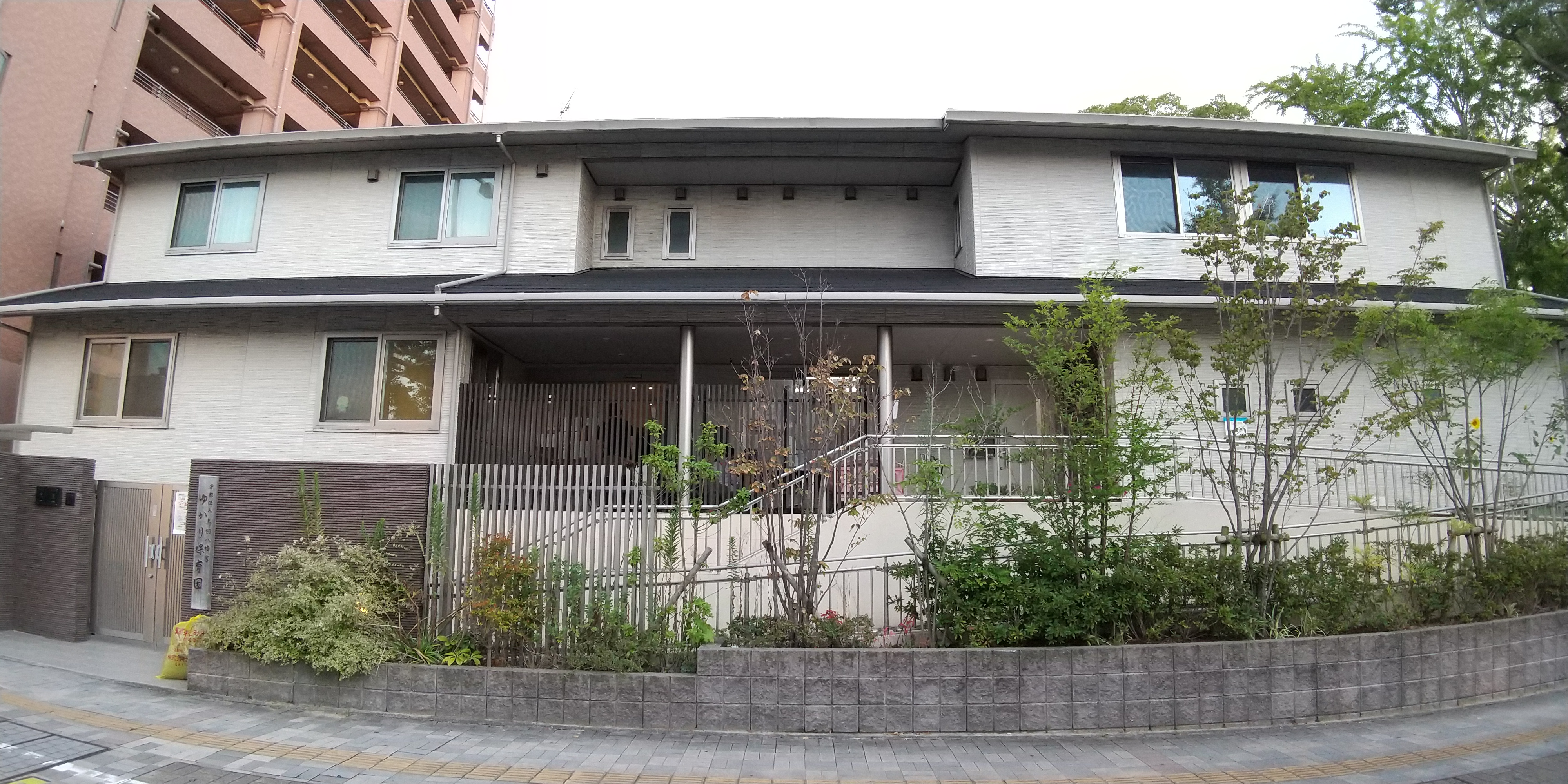
ゆかり保育園

## 名所・旧跡
- 平野神社（ひらのじんじゃ）[注釈 7]
- 簗橋（やなはし）の石碑[注釈 8]
- 西町観音（にしまちかんのん）[注釈 9]
- 鳥飼八幡宮（とりかいはちまんぐう）[注釈 10]
- 大通寺（だいつうじ）[注釈 11]
- 金龍寺（きんりゅうじ）[注釈 12]
- 貝原益軒の墓[注釈 13]
- 貝原益軒の銅像[注釈 14]
- 倉田百三（くらたひゃくぞう）の文学碑[注釈 15]
- 慈眼寺（じげんじ）[注釈 16]

主な名所・旧跡の写真
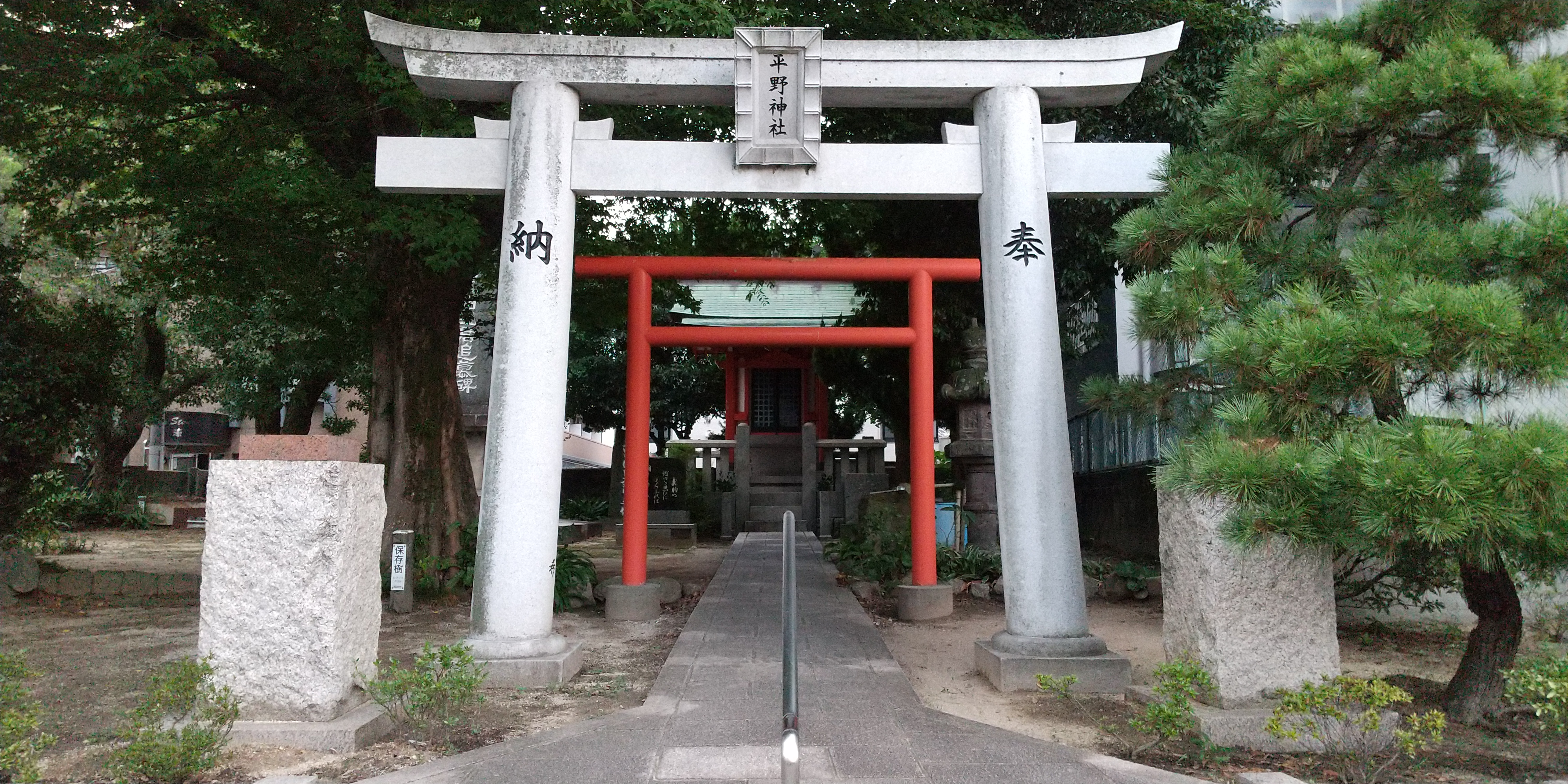
平野神社
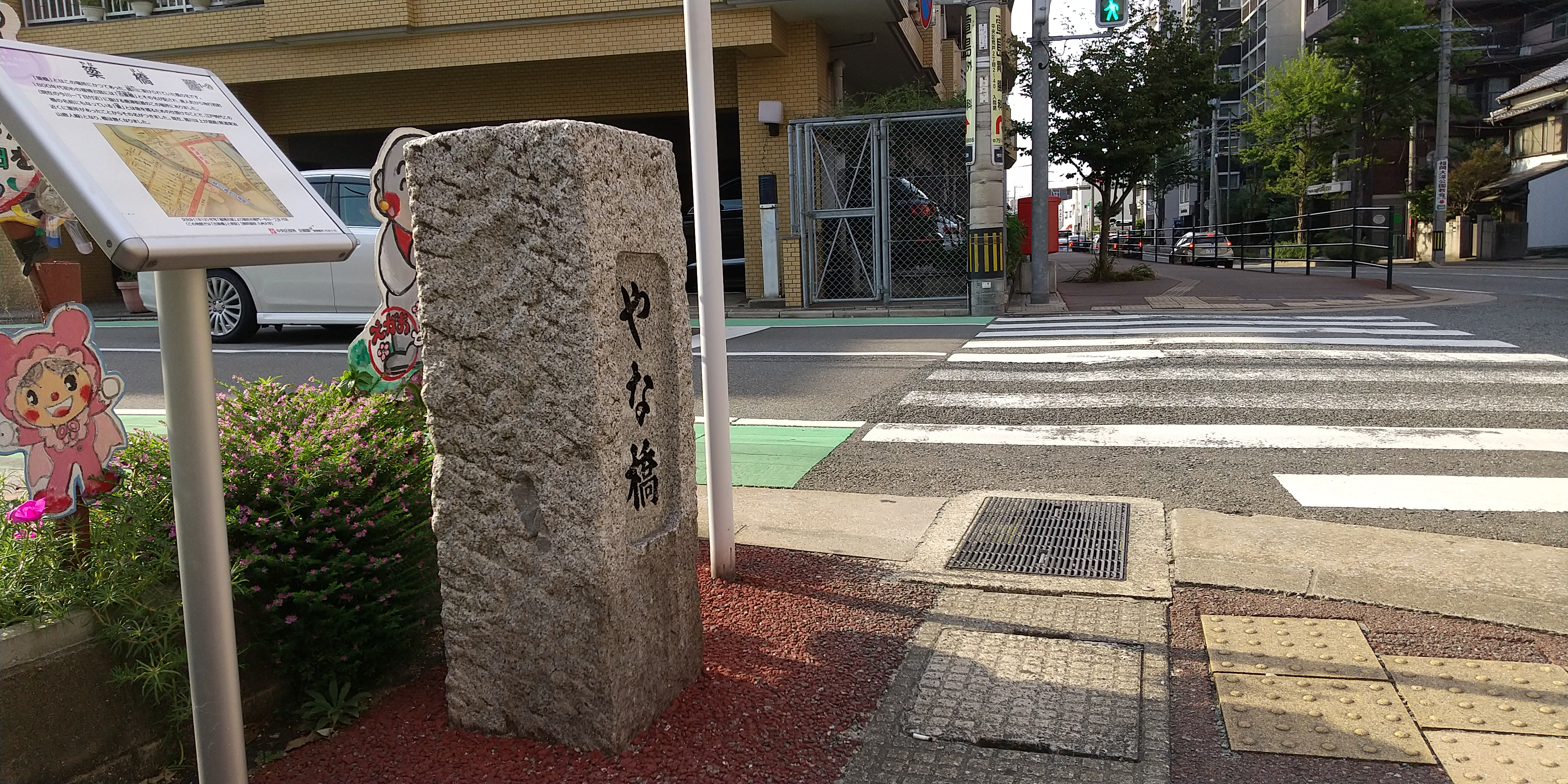
簗橋の石碑
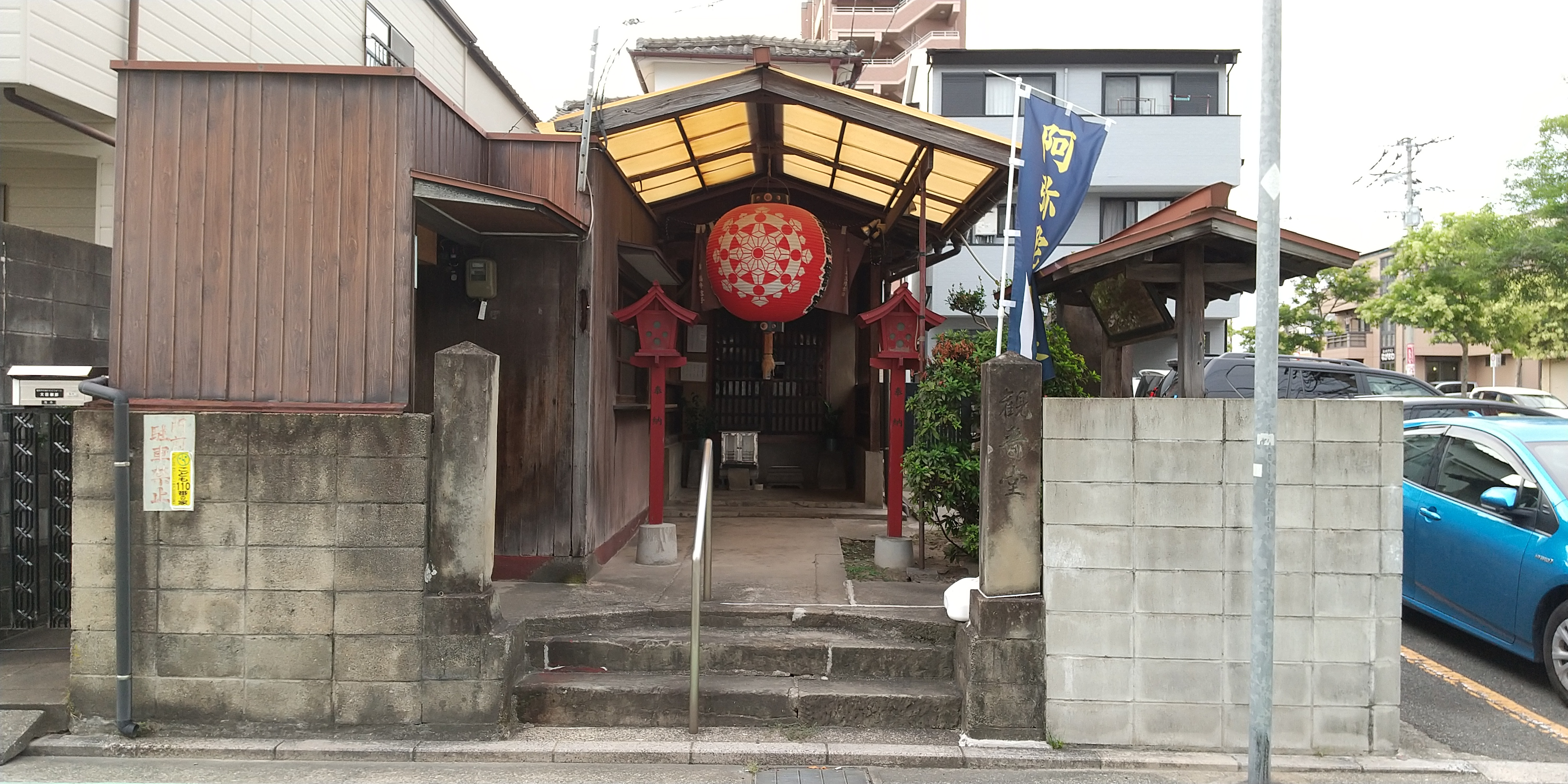
西町観音
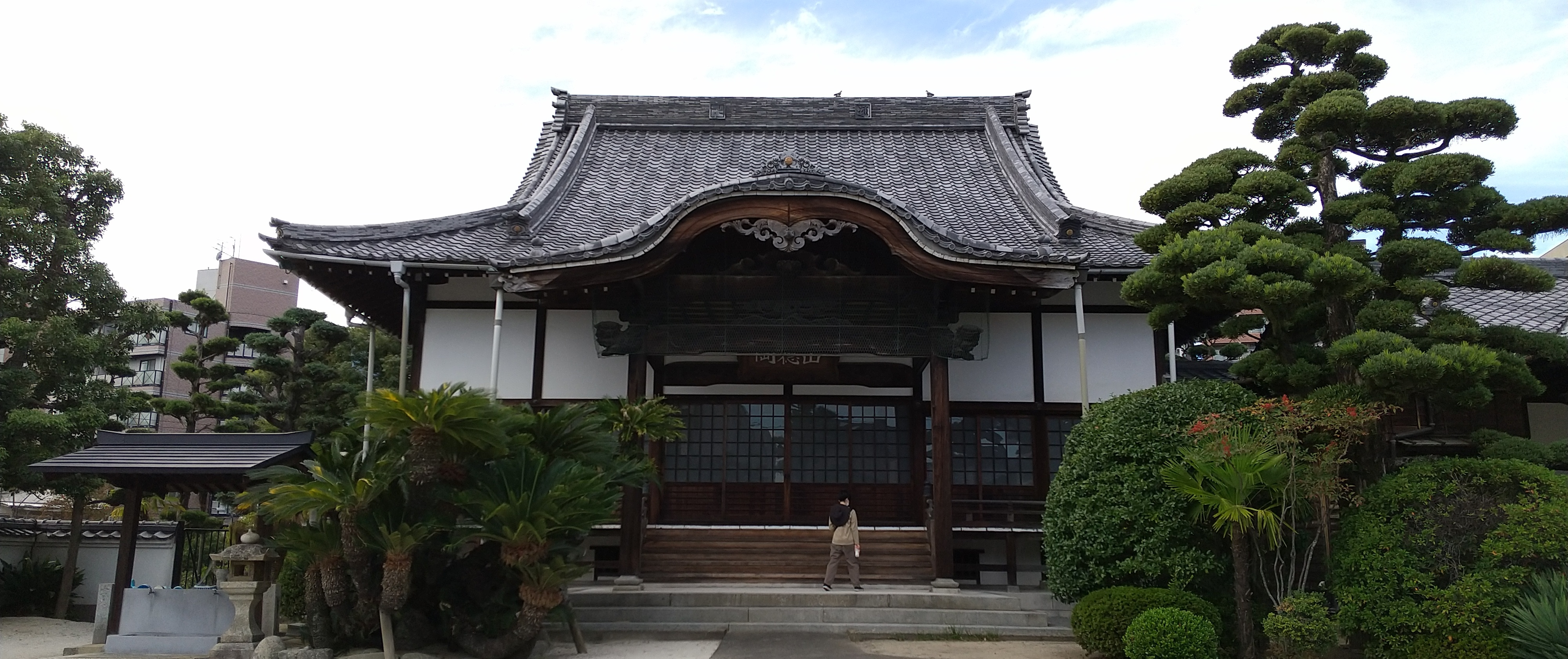
大通寺
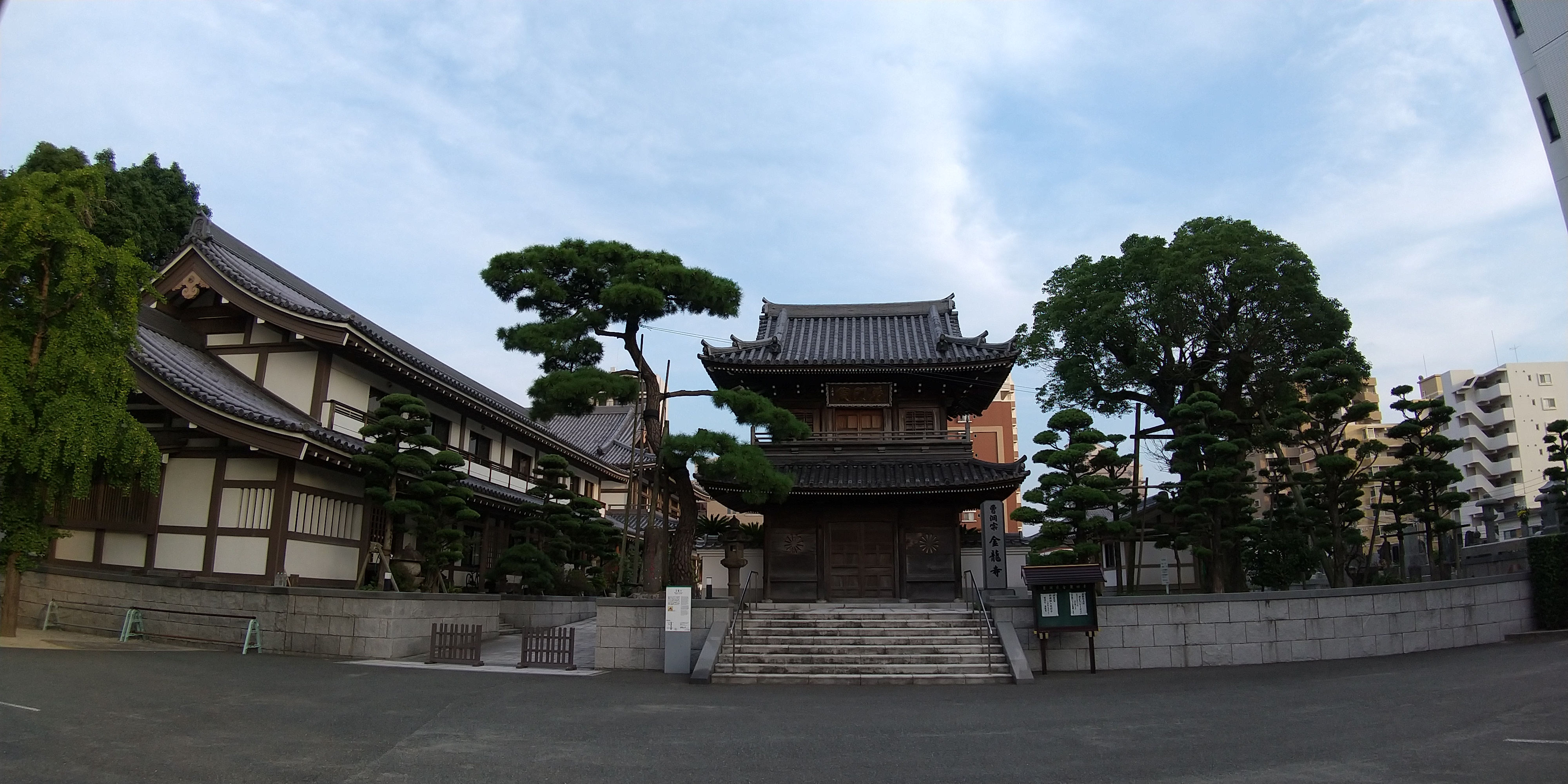
金龍寺
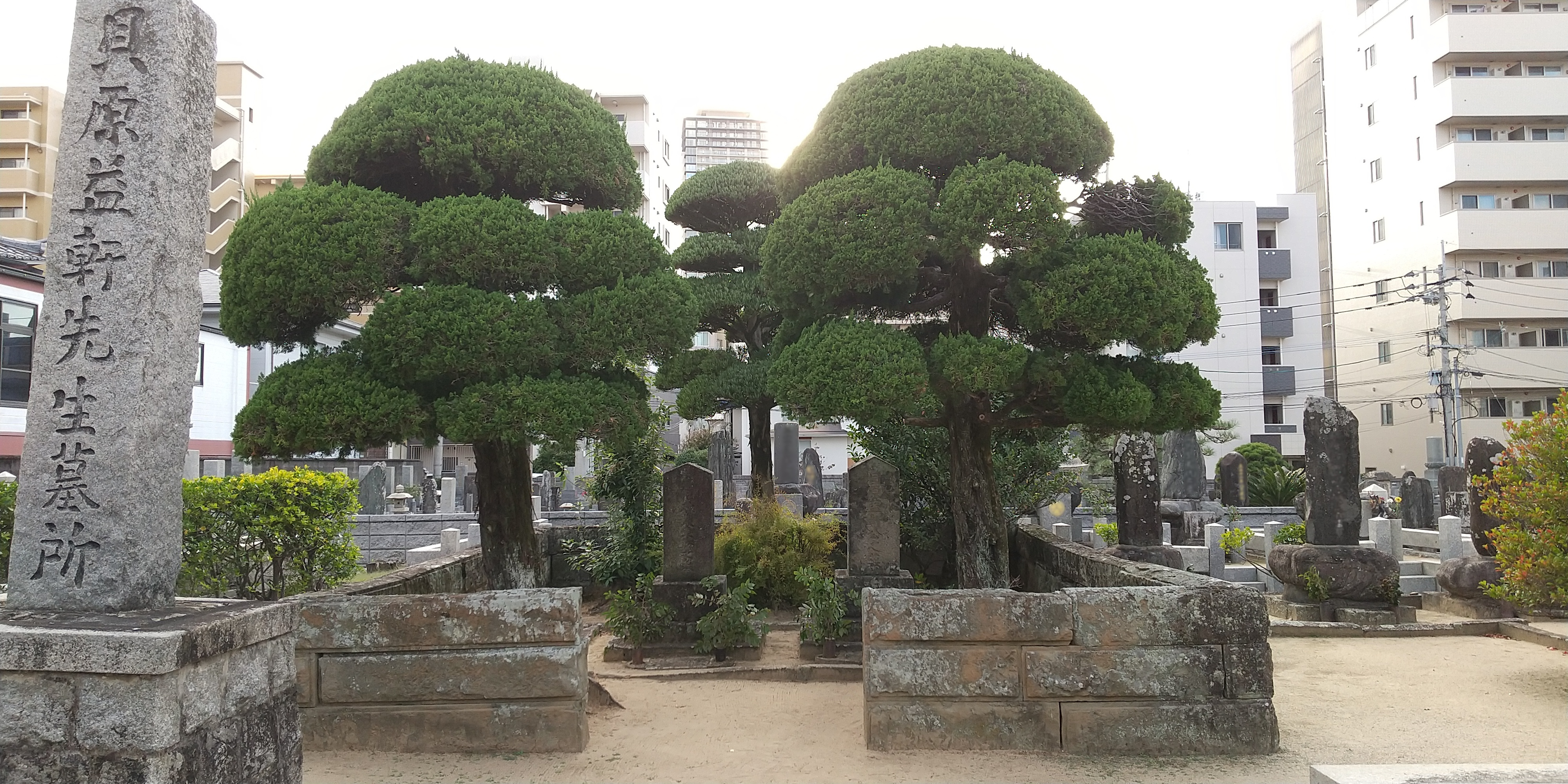
貝原益軒・東軒の墓
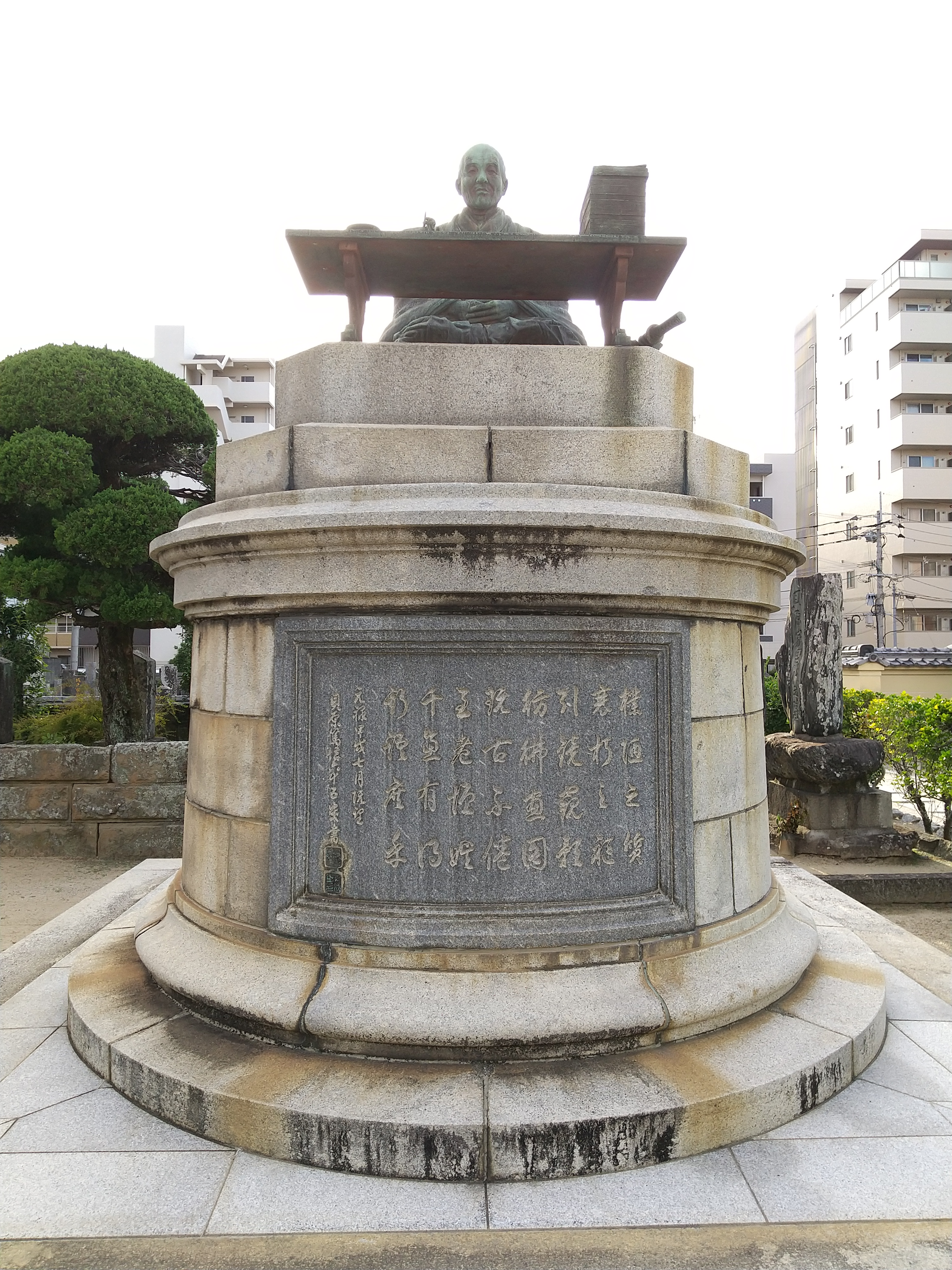
貝原益軒の銅像
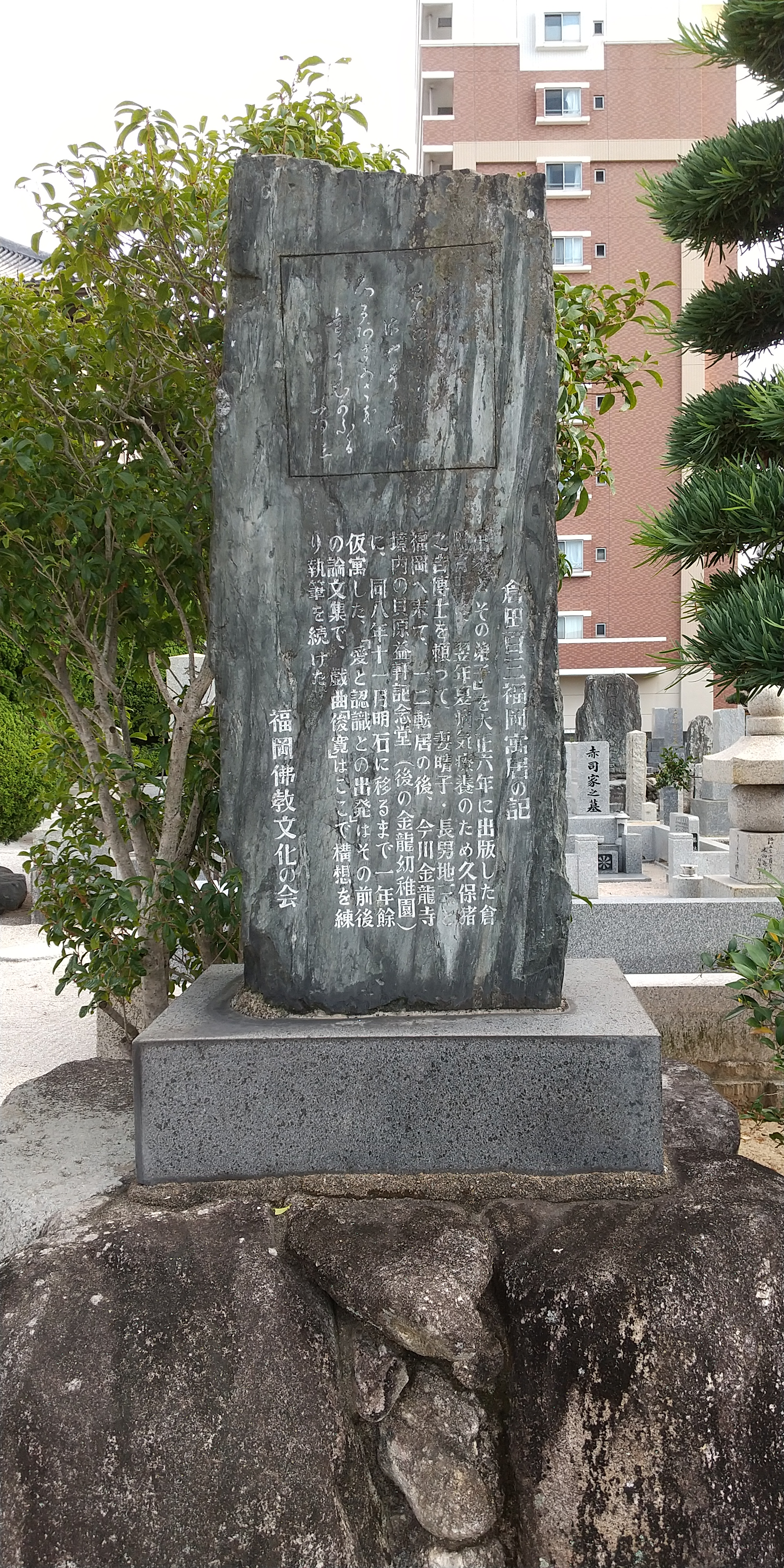
倉田百三の文学碑
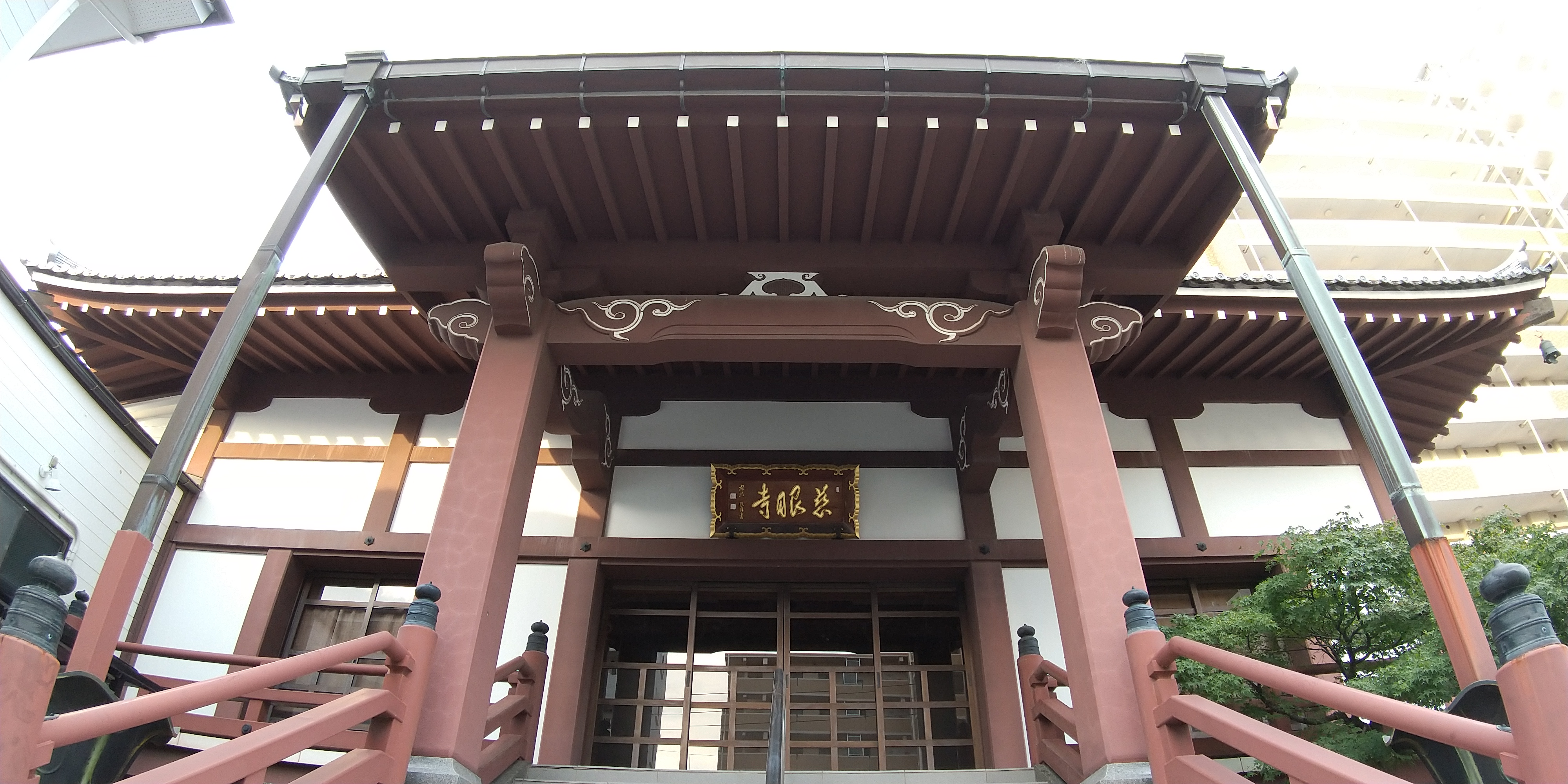
慈眼寺